# Georg Schleifer

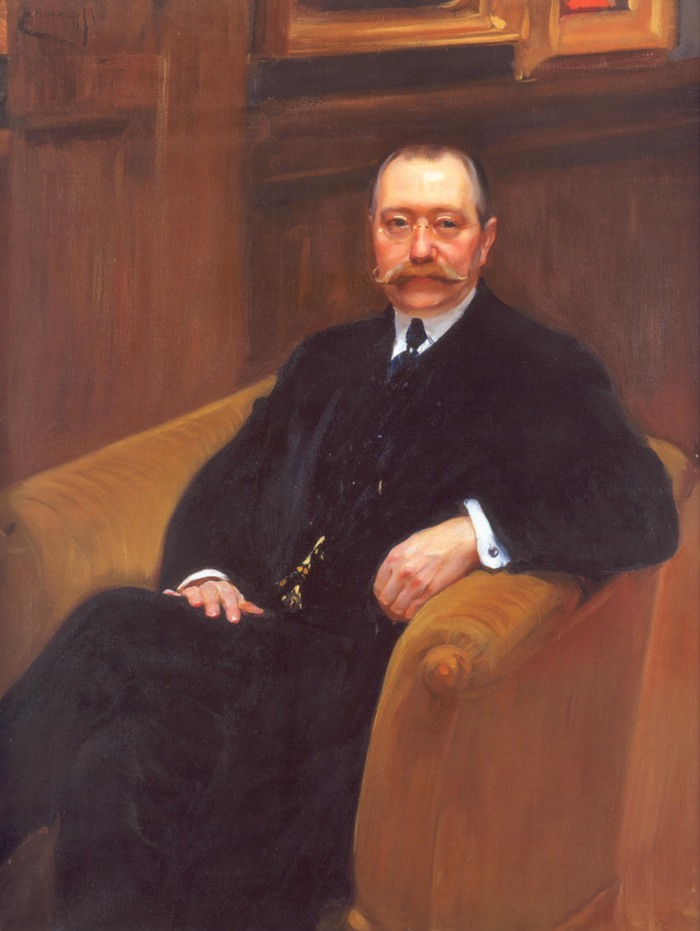
Georg Schleifer; Gemälde von Oleksandr Muraschko 1911

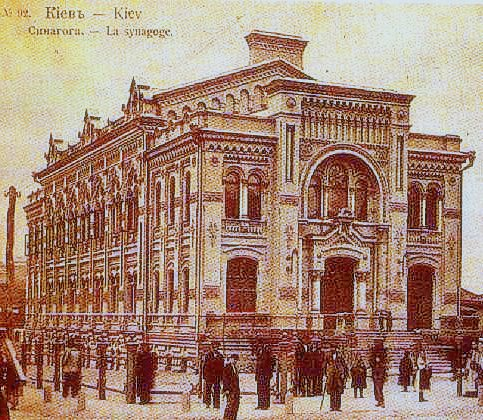
Die von Schleifer erbaute Choral-Synagoge in Kiew 1900

Georg Schleifer (russisch Георгий Павлович Шлейфер, * 4. Junijul. / 16. Juni 1855greg. in Kiew, Russisches Reich; † 27. Märzjul. / 9. April 1913greg. ebenda) war ein deutsch-russischer Architekt, der in Kiew und St. Petersburg wirkte.

## Leben
Georg Schleifer wurde in Kiew als Sohn des Architekten und Künstlers Paul Schleifer (1814–1879), Mitglied der deutschen Evangelisch-Lutherischen Gemeinde in Kiew und Erbauer der St. Katharinen-Kirche, geboren. Er besuchte bis 1874 das Gymnasium in Kiew und studierte anschließend in Sankt Petersburg am Institut der Bauingenieure. Nach erfolgtem Studium kehrte er 1882 nach Kiew zurück. Seine bekanntesten Werke sind die Choral- oder Brodsky-Synagoge sowie, zusammen mit Eduard Bradtman, das Gebäude des heutigen Iwan-Franko-Schauspielhauses, beide in Kiew. Sein letztes Bauprojekt war seine eigene, 1909 im Jugendstil erbaute Villa Schleifer in Kiew. Er starb im Alter von 57 Jahren am 9. April 1913 in Kiew und wurde auf dem dortigen Friedhof der St.-Nikolaus-Kirche auf Askolds Grab beerdigt. Während der deutschen Besatzung von Kiew gab es dort eine Schleifer-Straße und einen Schleifer-Platz.